# 鳥居清近
鳥居 清近（とりい きよちか、生没年不詳）とは、江戸時代の浮世絵師。

## 来歴
鳥居清満の門人。作画期は宝暦の頃とされ、鸚鵡石の表紙絵を描いている。

## 作品
- 「市川八百蔵/市川升蔵　蝶づくしかけ合せりふ」　※宝暦8年（1758年）正月、江戸中村座『時津風入船曽我』二番目の『家桜女肆栄』より